# (33498) Juliesmith
1999 GG19 (asteroide 33498) é um asteroide da cintura principal. Possui uma excentricidade de 0.06172070 e uma inclinação de 8.42824º.
Este asteroide foi descoberto no dia 15 de abril de 1999 por LINEAR em Socorro.